# Football Club Baulmes
 (avril 2022).
Si vous disposez d'ouvrages ou d'articles de référence ou si vous connaissez des sites web de qualité traitant du thème abordé ici, merci de compléter l'article en donnant les références utiles à sa vérifiabilité et en les liant à la section « Notes et références ».
Maillots
Le FC Baulmes est un club de football du village de Baulmes en Suisse.
Il évolue en Challenge League (D2 Suisse) lors de la saison 2004-2005 et termine douzième sur dix-sept, avant de redescendre dans les échelons inférieurs.

## Parcours
- 2004 :  Promotion en Challenge League (D2)
- 2007 :  Relégation en 1re ligue (D3)
- 2021 : 2022 Aucune équipe engagée
- 2022 : Redémarrage en 5e ligue
- 2023:  Promotion en 4e ligue

## Entraîneurs
- 2004 - 2007 : Umberto Barberis
- 2007 : Christophe Moulin
- 2007 - 2010 : Christian Mischler
- 2010 - 2011 : Jean-Michel Aeby
- 2012 - 2013 : Antonio Egea
- 2013 - 2014 : Michaël Licciardi
- 2014 - 2015 : Sergio Vanetta
- 2015 - 2016 : Stephan Cornu
- 2016 - 2019 : Arber Sylejmani
- 2022 - 2023 : Pedro Correia Magalhaes
- 2023 - 2024: Achille Njanke
- 2024-          : Abraham Keita

## Anciens joueurs
- Anthony Favre
- Arnaud Bühler
- Khaled Gourmi
- François Marque
- Reynald Pedros
- Richard Massolin
- Yoann Langlet
- 🇫🇷 Ekoudi Messi Raphaël Thierry